# Trung Sơn (huyện)
Trung Sơn là một huyện cũ của tỉnh Thanh Hóa, tồn tại từ ngày 5/7/1977 đến ngày 30/8/1982.

## Địa lý
Huyện Trung Sơn nằm ở phía Bắc tỉnh Thanh Hóa, có vị trí địa lý:
- Phía Đông giáp vịnh Bắc Bộ
- Phía Tây giáp huyện Vĩnh Thạch
- Phía Nam giáp huyện Hậu Lộc
- Phía Bắc giáp các huyện Tam Điệp và Kim Sơn, tỉnh Hà Nam Ninh.

## Lịch sử
Huyện Trung Sơn được thành lập ngày 5/7/1977 trên cơ sở sáp nhập huyện Hà Trung và huyện Nga Sơn.
Sau khi hợp nhất, huyện Trung Sơn có thị trấn Nông trường Hà Trung và 51 xã: Ba Đình, Hà Bắc, Hà Bình, Hà Châu, Hà Dương, Hà Đông, Hà Giang, Hà Hải, Hà Lai, Hà Lâm, Hà Lan, Hà Lĩnh, Hà Long, Hà Ngọc, Hà Ninh, Hà Phong, Hà Phú, Hà Sơn, Hà Tân, Hà Thái, Hà Thanh, Hà Tiến, Hà Toại, Hà Vân, Hà Vinh, Hà Yên, Nga An, Nga Bạch, Nga Điền, Nga Giáp, Nga Hải, Nga Hưng, Nga Liên, Nga Lĩnh, Nga Mỹ, Nga Nhân, Nga Phú, Nga Tân, Nga Thái, Nga Thạch, Nga Thanh, Nga Thành, Nga Thắng, Nga Thiện, Nga Thủy, Nga Tiến, Nga Trung, Nga Trường, Nga Văn, Nga Vịnh, Nga Yên.
Ngày 29/8/1980, chia xã Hà Dương thành 2 xã lấy tên là xã Hà Dương và xã Quang Trung.
Ngày 18/12/1981, sáp nhập thị trấn Nông trường Hà Trung và 2 xã: Hà Lan và Quang Trung vào thị xã Bỉm Sơn.
Như vậy, đơn vị hành chính của huyện Trung Sơn gồm 50 xã: Ba Đình, Hà Bắc, Hà Bình, Hà Châu, Hà Dương, Hà Đông, Hà Giang, Hà Hải, Hà Lai, Hà Lâm, Hà Lĩnh, Hà Long, Hà Ngọc, Hà Ninh, Hà Phong, Hà Phú, Hà Sơn, Hà Tân, Hà Thái, Hà Thanh, Hà Tiến, Hà Toại, Hà Vân, Hà Vinh, Hà Yên, Nga An, Nga Bạch, Nga Điền, Nga Giáp, Nga Hải, Nga Hưng, Nga Liên, Nga Lĩnh, Nga Mỹ, Nga Nhân, Nga Phú, Nga Tân, Nga Thái, Nga Thạch, Nga Thành, Nga Thành, Nga Thắng, Nga Thiện, Nga Thủy, Nga Tiến, Nga Trung, Nga Trường, Nga Văn, Nga Vịnh, Nga Yên.
Ngày 30/8/1982, huyện Trung Sơn chia thành 2 huyện Hà Trung và Nga Sơn như cũ:
- Huyện Hà Trung có 19 xã: Hà Bắc, Hà Bình, Hà Châu, Hà Đông, Hà Giang, Hà Hải, Hà Lai, Hà Lĩnh, Hà Long, Hà Ngọc, Hà Sơn, Hà Tân, Hà Thái, Hà Tiến, Hà Vinh, Hoạt Giang, Lĩnh Toại, Yên Dương, Yến Sơn.
- Huyện Nga Sơn có 23 xã: Ba Đình, Nga An, Nga Bạch, Nga Điền, Nga Giáp, Nga Hải, Nga Liên, Nga Phú, Nga Phượng, Nga Tân, Nga Thạch, Nga Thái, Nga Thắng, Nga Thanh, Nga Thành, Nga Thiện, Nga Thủy, Nga Tiến, Nga Trung, Nga Trường, Nga Văn, Nga Vịnh, Nga Yên.